# Fire & Ice
Fire & Ice (рус. Огонь и лёд) — шестой студийный альбом шведского гитариста-виртуоза Ингви Мальмстина, был выпущен 7 февраля 1992 года на лейбле Elektra Records. Альбом достиг первой позиции в Японском альбомном чарте, 121 места Billboard 200 и выше 90 места в Нидерландах, Швеции и Швейцарии.

## Список композиций
| No.           | Название                                                       | Текст            | Длительность |
| ------------- | -------------------------------------------------------------- | ---------------- | ------------ |
| 1.            | «Perpetual (рус. Вечный)»                                      | Инструментал     | 4:14         |
| 2.            | «Dragonfly (музыка: Мальмстин, Горана Эдмана) (рус. Стрекоза)» | Мальмстин        | 4:49         |
| 3.            | «Teaser (рус. Головоломка»                                     | Мальмстин, Эдман | 3:29         |
| 4.            | «How Many Miles to Babylon (рус. Сколько миль до Вавилона)»    | Мальмстин, Эдман | 6:10         |
| 5.            | «Cry No More (рус. Больше не плачь)»                           | Мальмстин, Эдман | 5:17         |
| 6.            | «No Mercy (Содержит расположение "'s "") (рус. Нет пощады)»    | Мальмстин        | 5:32         |
| 7.            | «C'est La Vie (рус. Такова жизнь)»                             | Мальмстин, Эдман | 5:19         |
| 8.            | «Leviathan (рус. Левиафан)»                                    | Инструментал     | 4:24         |
| 9.            | «Fire and Ice (рус. Огонь и Лёд)»                              | Мальмстин, Эдман | 4:31         |
| 10.           | «Forever Is a Long Time (рус. Вечность это долгий срок)»       | Мальмстин, Эдман | 4:28         |
| 11.           | «I'm My Own Enemy (рус. Я сам себе враг)»                      | Эдман            | 6:09         |
| 12.           | «All I Want Is Everything (рус. Всё что я хочу это всё)»       | Мальмстин        | 4:02         |
| 13.           | «Golden Dawn (рус. Золотой расцвет)»                           | Инструментал     | 1:28         |
| 14.           | «Final Curtain (рус. Последний занавес)»                       | Мальмстин        | 4:46         |
| 15.           | «Broken Glass (бонусный трек) (рус. Сломанное стекло)»         | Мальмстин        | 4:02         |
| Полное время: | Полное время:                                                  | Полное время:    | 64:38        |

## Критика
Стив Хьюи из AllMusic дал Fire & Ice три звезды из пяти, заявив, что это так " наиболее успешным, когда Мальмстин возвращается к тяжелому барочному влиянию его ранних работ »и что«здесь есть несколько прекрасных длинных композиций, которые порадуют заядлых фанатов Ингви». Он раскритиковал сингл из альбома «Teaser», назвав его «небрежным ударом по радио-року» и похожим на «типичную, клише-металлическую песню с Мальмстином на гитаре».

## Участники записи[3]
- Ингви Мальмстин — гитара, Мог Таурус, ситар, аранжировка струн, бэк-вокал, продюсирование
- Горан Эдман — вокал
- Матс Олассон — клавишные
- Бо Уэрнер — ударные (кроме трека № 8)
- Михаєль Ван Кнорринг — ударные (трек № 8)
- Сванте Хэнрисон — бас, виолончель, аранжировка струн
- Пер Бёгберг — альт
- Ульф Форсберг — скрипка
- Свейн-Харальд Мартинсен — скрипка
- Калле Мореус — скрипка
- Лоло Ланнербек — флейта
- Саймон Ханхарт — инжиниринг
- Кейт Роуз — помощь в инжиниринге
- Стив Томпсон — сведение
- Майкл Барбьеро — сведение
- Джордж Марино — мастеринг

## Позиции в чартах
| Год  | Чарт                  | Позиция |
| ---- | --------------------- | ------- |
| 1992 | Japanese albums chart | 1       |
| 1992 | Billboard Heatseekers | 2       |
| 1992 | Swedish albums chart  | 11      |
| 1992 | Swiss albums chart    | 30      |
| 1992 | Dutch albums chart    | 89      |
| 1992 | Billboard 200         | 121     |

## Сертификации
| Регион                                                      | Сертификация | Продажи  |
| ----------------------------------------------------------- | ------------ | -------- |
| Япония (RIAJ)                                               | Золотой      | 100 000^ |
| ^ Данные о тиражах приведены только на основе сертификации. |              |          |